# 嬈粉蝶屬
嬈粉蝶屬（學名：Neophasia）是粉蝶科粉蝶亞科粉蝶族絹粉蝶亞族裡的一個屬。共有2個物種，分佈於北美。

## 物種
- 嬈粉蝶 Neophasia menapia
- 黑室嬈粉蝶 Neophasia terlooii

## 腳註
1. ↑  Brower, Andrew V. Z. 2006. Neophasia Behr 1869. Version 04 November 2006 (temporary). http://tolweb.org/Neophasia/76519/2006.11.04 （页面存档备份，存于） in The Tree of Life Web Project, http://tolweb.org/ （页面存档备份，存于） （英文）

## 外部連結
- Neophasia （页面存档备份，存于） - funet.fi